# Gorga, Alicante
Gorga  este o localitate din provincia Alicante, Spania. Se învecinează cu localitățile Balones, Benasau, Benilloba, Cocentaina, Millena, Penàguila și Quatretondeta.
1. ↑  Nomenclátor Geográfico de Municipios y Entidades de Población (20240402 edition)